# Силвестар (митрополит херцеговачки)
Митрополит Силвестар је био митрополит херцеговачки у периоду од око 1592. до 1602. године.
У црквеним списима се помиње први пут као митрополит 1592. године, заједно са патријахом пећким Јованом, у вези са живописањем манастира Свете Тројице у Пљевљима, а потом 1593. у једном запису у Номоканону који је, након рушења манастира Тврдоша, пренет у манастир Савину.
Иларион Руварац је мишљења да Силвестар „није могао бити митрополит над целом Херцеговином већ само у њеној половини, ваљда источној, јер је 1596. и 1599. године у Требињу био митрополит Висарион". Сви су изгледи да митрополит Висарион није остао до краја живота на епископској катедри, јер се митрополит Леонтије помиње већ 1601. године. У запису на псалтиру са посљедованијем манастира Завале стоји да се владика Силвестар представио 1608. године.